# Otó IV de Wittelsbach
Otó IV de Wittelsbach i VI de Baviera (3 de gener de 1307 - Múnic, 14 de desembre de 1334) va ser duc de la Baixa Baviera.

## Família
Era fill d'Esteve I, duc de Baixa Baviera i de Jutta Schweidnitz. Els seus avis materns eren Bolkó I, duc de Jawor i Swidnica i Beatriu de Brandenburg; Bolkó era fill de Boleslau II el Calb duc de Silèsia i de la seva esposa Hedwiga d'Anhalt; Beatriu era filla del marcgravi Otó V de Brandenburg-Salzwedel i de Jutta de Hennenberg.

## Regnat
Va succeir al seu pare com duc de la Baixa Baviera des 1310-1334 com a co-regent amb el seu germà Enric XIV (II de Wittelsbach) i el seu cosí Enric XV (III de Wittelsbach). El 1322 es trobava en guerra amb els seus col·legues regents, i el 1331 Baixa Baviera es va dividir finalment entre ells. Otó llavors governat Burghausen, Traunstein i diverses altres ciutats bavareses si bé sense un repartiment formal i definitiu. Otó, que odiava al seu germà, va designar hereu al seu cosí l'emperador Lluís IV de Baviera (Alta Baviera).

## Matrimoni i fills
Otó IV es va casar amb Ricardis de Jülich, filla de Gerard V de Jülich i Elisabet de Brabant-Aarschot. Van tenir un fill:
- Albert de Wittelsbach. Nascut el 1332. Premort seu pare.